# Tisjön, Södermanland
Tisjön är en numera utdikad sjö i Södertälje kommun i Södermanland som ingår i Trosaåns huvudavrinningsområde.